# Culte décadaire
Le culte décadaire désigne un ensemble de célébrations effectuées chaque décadi, dixième et dernier jour de la décade dans le calendrier républicain. 

## Historique
Il fut d'abord esquissé sous la Convention montagnarde en l'an II, puis fut mis en place sous le Directoire après la journée du 22 floréal an VI. Il chercha à instaurer une morale qui n'aurait pas besoin de religion, il cherchait à permettre aux citoyens de distinguer la morale d'avec les rites et essayer de ranimer l'esprit public.
Ce culte s'intègre dans une volonté de déchristianiser la France et de façonner des esprits et des cœurs républicains.

## Projet initial de la Convention
Le comité d'instruction publique s'était déjà saisi du dossier. Dès le 10 janvier (21 nivôse), il avait adopté, sur un rapport du député Mathieu (de l'Oise), qu’« il y aura des fêtes révolutionnaires qui perpétueront les événements les plus remarquables de la Révolution », disposition déjà adoptée en principe le 2 janvier (13 nivôse).
Le 22 janvier (3 pluviôse), Mathieu fit un rapport au comité d’instruction publique sur les fêtes décadaires. Le 27 février (9 ventôse), le comité d'instruction publique distribua aux députés de la Convention un projet de fêtes décadaires préparé par Mathieu (de l'Oise), dont l'article 5 portait : « Ces fêtes, instituées sous les auspices de l’Être-suprême, auront pour objet de réunir tous les citoyens, de leur retracer les droits et les devoirs de l’homme en société, de leur faire chérir la nature et toutes les vertus sociales ». Le 31 mars (11 germinal), le comité d'instruction publique autorisa Matthieu à se concerter avec le comité de salut public au sujet de ce plan. Le 6 avril (17 germinal), Couthon annonça à la Convention que le Comité de salut public lui présenterait sous peu de jours « un projet de fêtes décadaires dédiées à l’Éternel, dont les Hébertistes n’ont pas ôté au peuple l’idée consolante ». Et le 7 mai (18 floréal), Robespierre fit son fameux rapport sur les idées religieuses et morales qui, pour finir, reprenait dans les grandes lignes, en le simplifiant, le projet de Matthieu (de l'Oise) sur les fêtes décadaires. L'article premier portait : « Le peuple français reconnaît l’existence de l’être suprême, et l’immortalité de l’âme », les articles 6, 7 et 15 :

« La République française célèbrera tous les ans les fêtes du 14 juillet 1789, du 10 août 1792, du 21 janvier 1793, du 31 mai 1793. Elle célèbrera, aux jours des décadis, les fêtes dont l’énumération suit : À l’Être suprême et à la Nature – Au Genre humain – Au Peuple français – Aux Bienfaiteurs de l’humanité – Aux Martyrs de la liberté – À la Liberté et à l’Égalité – À la République – À la Liberté du Monde – À l’amour de la Patrie – À la haine des Tyrans et des Traîtres – À la Vérité – À la Justice – À la Pudeur – À la Gloire et à l’Immortalité – À l’Amitié – À la Frugalité – Au Courage – À la Bonne foi – À l’Héroïsme – Au Désintéressement – Au Stoïcisme – À l’Amour – À la Foi conjugale – À l’Amour paternel – À la Tendresse maternelle – À la Piété filiale – À l’Enfance – À la Jeunesse – À l’Âge viril – À la Vieillesse – Au Malheur – À l’Agriculture – À l’Industrie – À nos Ayeux – À la Postérité – Au Bonheur. Il sera célébré le 20 prairial prochain (8 juin) une fête nationale en l’honneur de l’Être suprême. »

## Développement du culte
Un arrêté du 14 germinal an VI impose de placer la vie civile au rythme de la décade, il veut « rendre le calendrier républicain nécessaire à toutes les classes de citoyen et à tout moment ». Ainsi, les notaires ne pourront plus utiliser de date tirée de l'ancien calendrier grégorien dans leurs actes ; les journaux auront interdiction d'accoler l'ère ancienne à l'ère nouvelle.
Deux lois des 17 et 23 fructidor an VI vinrent compléter ce dispositif. La première fit du repos décadaire une obligation pour les autorités constituées et pour les écoles. Les mesures d'exécution judiciaire, l'ouverture des boutiques, magasins... ainsi que les travaux sur les voies et lieux publics étaient défendus les décadis sous peine d'amende, voire de prison pour les récidivistes. 
La loi du 23 fructidor instaura une amende pour toute personne introduisant une date de l'ancienne ère dans la presse, les actes publics, etc.
La question se posa de savoir s'il ne serait pas possible d'interdire la célébration des cultes en dehors des décadis mais le Conseil des 500 rejeta cette proposition qu'il jugea attentatoire à la liberté des cultes.
Une autre loi du 13 fructidor an VI instaura une sorte de culte civique le décadi. Elle posa tout d'abord l'interdiction de se marier un jour autre que le décadi. Elle formula aussi l'obligation pour les administrations municipales de canton de donner chaque décadi lecture des lois et actes pris par l'administration pendant la semaine, d'actes propres à inspirer la bravoure ou le civisme et d'un article sur l'agriculture ou les arts mécaniques. 
Les instituteurs avaient l'obligation d'amener leurs élèves aux cérémonies du décadi. 

### Importance des fêtes nationales
En plus de l'importance donnée au décadi, le Directoire voulut que les fêtes nationales soient un moyen d'instruire et de réunir le peuple. François de Neufchateau eut pour fonction de les organiser. Parmi ces fêtes, on trouve la fête de la Liberté pour le 9 thermidor, le 10 août, le 18 fructidor, le 1er vendémiaire, le 2 pluviôse, une fête de la vieillesse.

## Fin du culte décadaire
Les journées du 30 prairial an VII et 18 brumaire portèrent de rudes coups au culte décadaire. Celui-ci était en effet trop dépendant des Directeurs qui l'avaient soutenu et qui désormais n'étaient plus, en outre le régime libéralisa sa politique à l'égard du clergé catholique... et un arrêté du 7 thermidor an VIII vint mettre fin au culte décadaire pour les citoyens, seuls les fonctionnaires y restaient soumis.
Les temples décadaires furent désertés et seules deux fêtes nationales subsistèrent, le 14 juillet et le 1er vendémiaire, mais elles avaient perdu leur connotation moraliste pour devenir purement foraines.